# Electron Beam Melting
Electron Beam Melting, EBM, är en form av friformsframställning där smält metallpulver används för att bygga upp komponenten lager för lager. Partiklarna styrs av en elektronstråle i vakuum. Tekniken gör det möjligt att snabbt tillverka korta serier eller unika exemplar och ger kompakta komponenter med hög hållfasthet.